# Bibliothéconomie autochtone
La bibliothéconomie autochtone est un domaine de la bibliothéconomie qui vise à introduire une perspective autochtone sur des questions liées à l'organisation des connaissances, au développement des collections, aux services de bibliothèque et d'information, aux pratiques linguistiques et culturelles ainsi qu'à l'éducation.

## Description
La bibliothéconomie autochtone est un champ de pratique qui conjugue la discipline de la bibliothéconomie aux différentes approches théoriques et pratiques propres à la perspective autochtone. Après la Seconde Guerre mondiale, la théorie de la reconnaissance commence à prendre de l’ampleur à l’échelle mondiale, particulièrement dans les pays touchés par la colonisation. Elle revendique également le droit des peuples autochtones à contrôler ses connaissances. Conséquemment, la bibliothéconomie autochtone émerge comme disciple distincte, reconnaissant la valeur et la vulnérabilité des systèmes de connaissance autochtone et la nécessité de soutenir l’autodétermination des communautés.
Les pratiques en matière de bibliothéconomie ne sont pas universelles, elles reflètent des compréhensions socialement construites du savoir et de ses représentations. Il est donc important de développer une théorie et des pratiques critiques de la bibliothéconomie traditionnelle, permettant d’inclure les perspectives autochtones. En plus d’apporter des réponses aux enjeux liés au traitement des savoirs autochtones, la bibliothéconomie autochtone offre une approche critique plus générale et une opportunité de révolutionner le champ de la bibliothéconomie et des sciences de l’information, en mettant de l’avant le rôle de la collaboration et la nécessité de servir les besoins et intérêts des communautés tels que définis par elles-mêmes. La bibliothéconomie autochtone a aussi une dimension politique car elle vise l’avancement des droits des populations autochtones, notamment le droit à la connaissance. 
La protection des droits de propriété intellectuelle des peuples autochtones est complexe en raison de la nature orale et collective du savoir autochtone. Pour le secteur des sciences de l’information, la reconnaissance du savoir autochtone réside dans le développement de systèmes qui répondent aux besoins des peuples autochtones. L’expérience coloniale historique, les circonstances contemporaines et les aspirations futures des Premiers peuples signifient que l’intersection du savoir autochtone dans le contexte occidental doit être réalisée sous la direction des nations autochtones ou dans le cadre de partenariats éthiques. L’accès intellectuel aux collections publiques des bibliothèques, des archives et des musées est essentiel pour la revitalisation et le maintien de la tradition et des langues ainsi qu’à des fins d’éducation et de recherche.  La bibliothéconomie autochtone est soutenue par un certain nombre d'associations professionnelles et un nombre croissant de recherches et des initiatives professionnelles et éducatives. La bibliothéconomie autochtone peut être pratiquée à la fois par des bibliothécaires autochtones et non autochtones et existe partout dans le monde. 
La bibliothéconomie autochtone s’illustre de deux façons, l’une visant la préservation et la valorisation des institutions et des connaissances autochtones, la seconde concernant la gestion adéquate des documents autochtones au sein d’institutions extérieures et par des professionnels non autochtones.
Dans le cas des institutions traditionnelles existantes, même si certains parlent de décolonisation, on pourrait plutôt parler d’autochtonisation. En effet, la décolonisation n'est pas forcément possible puisqu’elle nécessiterait de déconstruire des institutions structurellement et historiquement coloniales. Il s’agit alors plutôt, pour les bibliothèques et autres institutions des sciences de l’information non autochtones, d’intégrer les valeurs, les systèmes et les pratiques autochtones à leurs milieux et de répondre aux besoins de ces communautés. L’autochtonisation des bibliothèques et des institutions des sciences de l’information passe notamment par le recrutement de professionnels autochtones, la révision des politiques, des pratiques institutionnelles et de la gouvernance, et la collaboration avec les communautés. 
Les pratiques de la bibliothéconomie autochtone peuvent s’appliquer aussi dans deux domaines importants au sein des bibliothèques aujourd’hui : l’organisation du savoir et le développement de collections.

## Organisation du savoir autochtone
Les peuples indigènes ont leur propre vision du monde et ainsi leur propre façon d’organiser leurs connaissances. Les professionnels de l’information doivent être en mesure de reconnaître le savoir autochtone comme un système de connaissances distinct qui nécessite des procédures de manipulation et de gestion spécifiques. L’accent est mis sur les relations et, par conséquent, les connaissances ne peuvent être séparées de la terre, du travail, du mode de vie et des relations entre l’individu et le monde naturel. Généralement reconnues comme un savoir traditionnel, les connaissances autochtones, transmises oralement de génération en génération, sont dynamiques et s’adaptent à l’environnement local. Elles sont détenues collectivement sous forme d’histoires, de chansons, de folklores, de danses, de croyances, de lois, de langues, etc.
La conception de la connaissance au sein des peuples autochtones est différente de celles qu’on retrouve au sein des sciences de l’information traditionnelles. La bibliothéconomie autochtone définit la connaissance comme un processus, un événement, donc quelque chose de fluide et de changeant. Elle s’appuie sur la notion de « savoir vivant » (living knowledge), faisant des documents des « entités vivantes ». De même, dans plusieurs communautés autochtones, la transmission orale du savoir demeure prédominante. Or, les représentations traditionnelles de la connaissance influencent les méthodes d’organisation du savoir utilisées dans les bibliothèques, qui ne permettent donc pas de représenter adéquatement les connaissances autochtones.
L'organisation des connaissances autochtones s'appuie sur des méthodologies au moyen desquelles les peuples autochtones créent des protocoles pour aider à nommer, articuler, rassembler et rendre accessibles les objets qui véhiculent des connaissances autochtones. Les cadres de référence autochtones doivent être intégrés aux outils de classification afin de rendre les ressources accessibles aux utilisateurs et cesser de perpétuer une représentation inexacte et dépassée de la culture autochtone.
L'une des principales critiques des spécialistes de l'organisation des connaissances autochtones concerne les pratiques d'organisation du savoir existantes, et notamment les approches traditionnelles de catalogage et de classification des connaissances. Selon ces critiques, ces méthodes entraînent la marginalisation, l'omission ou la déformation des sujets autochtones. Les chercheurs invoquent les limites des systèmes de classification traditionnels utilisés dans le milieu des bibliothèques.
Le système de classification de la Bibliothèque du Congrès (LCC), les vedettes-matière de la Bibliothèque du Congrès (LCSH) et la classification décimale de Dewey, les principaux systèmes de classification, ne sont pas adaptés aux réalités des communautés autochtones. Par des choix terminologiques, conceptuels et relationnels, ces systèmes conventionnels perpétuent une vision occidentale du monde. Ils ont été critiqués pour leurs lacunes au plan de la terminologie et des catégories spécifiques employées pour représenter les peuples autochtones; ils ignorent également l'existence et le rôle de schémas épistémologiques localisés. Par exemple, la LCC a été critiquée pour avoir utilisé des termes insensibles et obsolètes, tels que le titre « Indiens d'Amérique du Nord », ainsi que pour avoir omis d'offrir des nuances et des distinctions en faisant référence à divers groupes autochtones, tels que les Premières Nations, les Inuits et les Métis.
Pour tenter de pallier cette problématique et assurer la représentation des communautés, différents projets de thésaurus sont entrepris à travers le monde. En Nouvelle-Zélande, Ngā Ūpoko Tukutuku, le thésaurus des vedettes-matières Māori, offre une voie structurée vers une vision du monde Māori dans le catalogage et la description des bibliothèques et des archives.
L’Australian Institute of Aboriginal and Torres Strait Islander Studies a également créé son propre répertoire qui reflète l’intérêt des Aborigènes australiens et des insulaires du détroit de Torres.
Le Mashantucket Pequot Thesaurus of American Indian Terminology est un thésaurus créé par Sandra Littletree and Cheryl A. Metoyer en 1995, dans le contexte de la création du musée et centre de recherche Pequot à Mashantucket, dans le Connecticut aux États-Unis. Ce thésaurus est composé de quatre domaines (le spirituel, le physique, le social et le mental) et inclut une liste de noms de tribus. Il s’appuie entre autres sur le modèle de la roue de médecine, permettant de capturer les multiples sens d’un même terme dans l’organisation du savoir autochtone (par exemple, le mot tabac est à la fois relié à la médecine et à la spiritualité).
Au Canada, le bibliothécaire mohawk Brian Deer a développé un système basé sur les domaines d’activité de l’Assemblée des Premières Nations. Des variantes de ce système sont utilisées dans certaines bibliothèques canadiennes dont à la Bibliothèque X̱wi7x̱wa de l’Université de la Colombie-Britannique qui l’utilise en combinaison avec les First Nations House of Learning (FNHL) Subject Headings, une taxonomie locale. Au Québec, ce système est utilisé par exemple par l’Institut culturel cri.
Un groupe de travail, issu du comité des questions autochtones de la Fédération canadienne des associations de bibliothèque et de l’Alliance nationale des connaissances et des langues autochtones, s’est aussi penché sur les classifications et les vedettes-matières et a développé l’outil First Nations, Metis and Inuit – Indigenous Ontologies (FNMIIO), destiné aux bibliothèques, centres d’archives et autres institutions de mémoire. Cet outil propose notamment une liste évolutive des noms autochtones par lesquels les groupes s’identifient.

## Développement de collections
Le développement de collections dans une perspective autochtone consiste à fournir des ressources autochtones pertinentes et créées par, pour et avec les populations autochtones. 
Dans leurs collections, les bibliothèques publiques doivent s’assurer que des voix autochtones sont représentées. 
Au Québec, un exemple d’initiative visant à valoriser la littérature autochtone francophone est le projet « En juin, je lis autochtone », initié par une librairie de Wendake et auquel les bibliothèques publiques collaborent, notamment par la promotion et l’acquisition des livres suggérés. 
À Montréal, la valorisation des cultures autochtones devrait être au centre de la future bibliothèque et du nouveau centre culturel et communautaire Sanaaq, en cours de construction dans l’arrondissement Ville-Marie, notamment en matière de collections, de programmation et de collaborations avec la communauté inuite du quartier. Son nom est d’ailleurs emprunté du roman inuit Sanaaq écrit par Mitiarjuk Nappaaluk dans les années 1950. La bibliothèque devrait abriter une collection de 750 livres écrits par des auteurs et autrices autochtones, incluant des livres en langues autochtones.
D’autres pratiques en matière de collections concernent plus largement la gestion des collections existantes, notamment par la contextualisation des documents imprécis, inappropriés ou biaisés portant sur les peuples autochtones. Les bibliothèques devraient aussi évaluer de façon régulière la façon dont sont représentées les communautés autochtones dans les documents qu’elles acquièrent, notamment les documents visuels. Il peut s’agir aussi d’éliminer les collections qui représentent la perspective coloniale, au bénéfice de celles présentant la perspective autochtone, ou encore de reclassifier les sujets des collections selon l’univers autochtone. Les approches de la bibliothéconomie autochtone nous invitent à faire une analyse critique des collections existantes, à faire l’inventaire des contenus autochtones et à impliquer les communautés concernées. C’est aussi l’espace même des bibliothèques qui doit être repensé, par exemple, avoir des espaces physiques dédiés aux collections, à de l’art ou à des activités autochtones.
Cependant, une autre pratique suggérée, bien qu’à contre-courant des principes traditionnels du développement de collections, serait de ne pas viser l’acquisition de documents autochtones, afin de respecter les droits des populations à leur agentivité et à l’exclusivité de leurs savoirs.

## Au Canada
Selon l’article 35 de la Loi constitutionnelle de 1982, le terme « peuples autochtones du Canada » comprend les Premières Nations, les Métis et les Inuits. Les Nations unies dénombrent plus de 476 millions de personnes autochtones vivant dans 90 pays à travers le monde, on compte plus de 5 000 groupes distincts. Bien que culturellement et linguistiquement diversifiés, ces peuples partagent une expérience commune de colonialisme et sont confrontés à des préoccupations similaires concernant l’accès et le contrôle de leur héritage intellectuel.
L’accessibilité des services de bibliothèques publiques aux populations autochtones au Canada est très disparate d’une province à une autre, notamment en raison d’enjeux législatifs et financiers. Or, les besoins d’information des populations autochtones sont grandissants, en lien avec la croissance démographique mais aussi en raison des initiatives de plus en plus nombreuses d’auto-détermination. Cela implique, pour le champ de la bibliothéconomie, la nécessité de mettre en place des services de bibliothèques et d’information dirigées par les nations autochtones ou en étroite collaboration avec celles-ci.
La publication du rapport Commission de vérité et réconciliation en 2015 est un appel à l’action pour les différentes organisations sociales et étatiques. Ce rapport propose 94 recommandations qui visent à favoriser la réconciliation entre les Canadiens et les autochtones. Les services d’information sont appelés à agir en répondant aux revendications par la décolonisation des bibliothèques et l’intégration de la perspective autochtone dans leurs pratiques. Les fondements de la gestion du savoir autochtone reposent sur l’intégration du savoir et de la culture autochtone dans la pratique de la bibliothéconomie.
Le comité vérité et réconciliation de la Fédération canadienne des associations de bibliothèque a d’ailleurs produit un rapport et des recommandations visant à promouvoir les initiatives existantes dans les bibliothèques et à répondre à l’appel de la Commission de vérité et réconciliation (CVR). Les dix recommandations générales incluent, entre autres, d’assurer l’accessibilité des institutions et de leurs services à tous les Canadiens, d’intégrer les savoirs autochtones dans les pratiques, de décoloniser les espaces ou encore de mettre en place une association nationale de bibliothèques autochtones. 

## En Australie
Il existe deux peuples autochtones principaux en Australie : les Aborigènes d'Australie et les Insulaires du détroit de Torrès. Selon le recensement de 2021, ils représentent environ 3% de la population totale du pays.
Les relations entre les peuples autochtones australiens et les services de bibliothèques, d’archives et de sciences de l’information ont commencé à se développer dès les années 1990.
En 1991, le Council for Aboriginal Reconciliation est formé selon le National Council for Aboriginal Reconciliation Act. Le conseil comprenait alors 25 membres, issus des aborigènes d'Australie et des insulaires du détroit de Torrès, mais a toutefois cessé ses activités le 1er janvier 2001.
En reconnaissant le besoin d’éduquer et d’améliorer la manière dont les bibliothécaires et archivistes traitaient les documents autochtones, le Aboriginal & Torres Strait Islander Library Resource Network est fondé en 1993. Maintenant connu sous le nom de Aboriginal and Torres Strait Islander Library, Information and Resource Network (ATSILIRN), l’organisme supporte activement la bibliothéconomie australienne en organisant des conférences et en développant ses « protocoles », originellement publiés en 1995, pour les bibliothèques et les centres d’archives. Le ATSILIRN a aussi participé à la mise en place du Australian Aboriginal and Torres Strait Islander Thesaurus.
En 1994, la State Library of Queensland nomme son premier membre autochtone au sein de son conseil d’administration. Neuf ans plus tard, en 2003, elle met sur pied un programme d’études pour former les aborigènes d'Australie et les insulaires du détroit de Torrès en bibliothéconomie autochtone et ainsi créer un bassin de professionnels qualifiés dans le domaine.
De nombreuses autres initiatives en bibliothéconomie autochtone se sont développées en Australie au cours des années 2000 et sont toujours actives aujourd’hui.
La Bibliothèque nationale d’Australie a produit le guide en ligne Mora Gadi. Le guide recense toutes les informations liées aux peuples autochtones australiens se trouvant dans leurs différentes collections. Avec les différentes annotations, il permet d’indexer le matériel autochtone n’ayant pas été identifié auparavant et facilite ainsi l’accès à l’information, aussi bien pour les communautés autochtones que pour le public général.
La State Library of Queensland offre de la formation et des programmes de développement pour faciliter la conservation, la préservation, le partage (oral et digital) des savoirs et l’accès au matériel autochtone conservés dans les institutions à travers le monde.

### Les protocoles
En 1995, le Aboriginal and Torres Strait Islander Library, Information and Resource Network (ATSILIRN) publie et distribue une série de 11 protocoles, avec le support de l’Australian Library and Information Association (ALIA). Les protocoles sont partagés afin de soutenir les bibliothèques et services d’information d’Australie dans leurs relations avec les communautés autochtones, dans le développement d’une pratique professionnelle et dans l’enrichissement et l’entretien de leurs collections courantes. L’intention n’était pas de rendre obligatoires les protocoles, mais de permettre à chaque institution de choisir et de pratiquer les protocoles s’appliquant à leur situation, leurs besoins et leur communauté unique.
Les protocoles traitent de gouvernance et de gestion, de contenu, de propriété intellectuelle, d’accès et d’utilisation, de description et de classification, de matériel sacré, sensible ou offensant, de formation d’employés et de pratique professionnelle, ainsi que de rapatriement. En 2012, les protocoles sont mis à jour afin d’ajouter un douzième protocole pour adresser la nouveauté de la digitalisation et des ressources en ligne.

### Indigenous Knowledge Centres (IKCs)
En 2002, la State Library of Queensland met en place sa Indigenous Library Services Strategy. Une stratégie dans laquelle on retrouve l’établissement de Indigenous Knowledge Centres (IKCs) au cœur des actions à prendre. Les buts principaux des IKCs sont d’améliorer les services aux personnes autochtones dans les bibliothèques publiques ainsi que d’augmenter les opportunités de formation et d’emplois.
Le modèle des Indigenous Knowledge Centres permet à chaque communauté de former son propre centre, en communion avec les peuples autochtones, selon ses besoins en information. Ces centres aident à comprendre la riche histoire et les traditions des communautés autochtones, et permettent d'offrir un répertoire de connaissances et d’information pour les générations présentes et futures.
Ce système de « centre de connaissances » a aussi été établi sous le nom de Libraries and Knowledge Centres dans le Territoire du Nord comme moyen d’améliorer l’accès et les services d’information offerts aux communautés autochtones.
Le premier IKC établi dans une bibliothèque nationale se trouve dans la State Library of Queensland et se nomme kuril dhagun, une expression formée de deux mots : « kuril » désignant un marsupial de la région de Brisbane et « dhagun » signifiant endroit, terre, pays.
En 2005, c’était neuf Indigenous Knowledge Centres qui étaient établis dans des secteurs n’ayant auparavant pas de bibliothèque.

## Vedettes-matière et thésaurus de la Maison d’apprentissage des Premières Nations
L’ordre alphabétique de classification de la Bibliothèque du Congrès (LCC) est remplacé par des termes ancestraux qui renvoient à la géographie et aux cultures autochtones. Ainsi, dans le contexte de décolonisation en cours au Canada, un certain nombre de noms, notamment géographiques, ont été modifié pour refléter l’orthographe des noms traditionnels des Premières Nations. Ces changements ne sont pas encore reconnus et rassemblés dans un thesaurus structuré tel que the Aboriginal and Torres Strait Islander Library and Information Resources Network (ATSILIRN) Protocols,.
Le thesaurus de la First Nations House of Learning (FNHL) s’efforce de donner une alternative au système des vedettes-matière de la Bibliothèque du Congrès considérées comme obsolètes ou péjoratives. La compilation des sujets et des concepts aspire à une représentativité fiable des connaissances autochtones (indigenous knowledge). Les termes retenus traduisent des perspectives autochtones qui ne proviennent pas de la littérature spécialisée.

Les vedettes-matière de la Bibliothèque du Congrès ne présentent pas les articulations spatiales, sociales ou culturelles autochtones. Il s’agit d’un système historique (History of the Americas) dans lequel les Premières Nations sont distribuées, uniquement, alphabétiquement.
Tsimshian materials from the Pacific North West Coast of BC Canada, sit beside materials relating to the Tübatulabal people of the interior mountains of California, USA, which are beside those relating to the Tukkuth Kutchin people of the Yukon in northern Canada, which are beside the Tzotzil people of the Chiapas highlands in southern Mexico.
Cette dispersion alphabétique des groupes autochtones, dans les classifications conventionnelles, évoque la dispersion des enfants, des communautés, et des territoires des Premières Nations, à travers l’histoire des politiques coloniales.
En Australie, on retrouve le AIATSIS Thesauri, originellement publié en 1997, et le AustLang qui recense les différentes langues autochtones et leur accorde une appellation contrôlée et persistante. L’utilisation de ces thésaurus par les bibliothèques permet donc aux communautés de retrouver de l’information sans avoir à se soucier des différentes langues et orthographes du vocabulaire. En 2018, l’Australian Institute of Aboriginal and Torres Strait Islander Studies et la Bibliothèque nationale d’Australie en collaboration avec la Bibliothèque du Congrès ont intégré le thésaurus AustLang dans la liste de codes MARC afin que les bibliothèques à travers le monde puissent utiliser un vocabulaire contrôlé pour identifier leurs matériels autochtones australiens.

## Bibliothèques autochtones
Les principaux centres d'activité de la bibliothéconomie autochtone se trouvent à Aotearoa et dans ce que l'on appelle maintenant l'Australie, le Canada et les États-Unis.

## Bibliothèque X̱wi7x̱wa

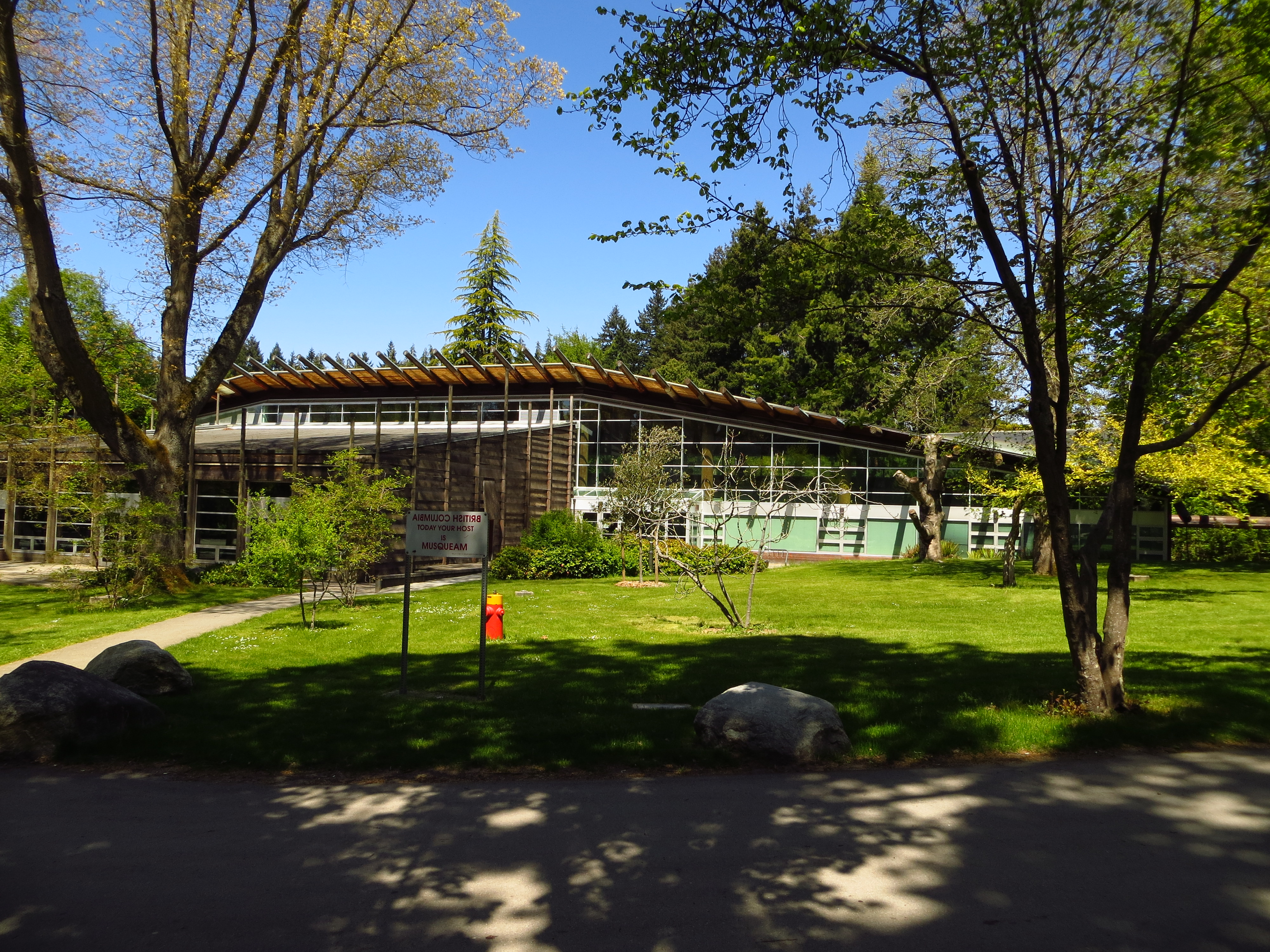
The First Nations House of Learning (FNHL) Longhouse at the University of British Columbia, Vancouver, Canada (Mr. Tlaloc / CC BY-SA 3.0)

La bibliothèque X̱wi7x̱wa (X̱wi7x̱wa Library) (prononcé ‘whei-wha’, écho ou copie en langue squamish) est une bibliothèque autochtone intégrée au réseau des bibliothèques de l’Université de la Colombie-Britannique (University of British Columbia Library) située à Vancouver, en Colombie-Britannique, au Canada, sur les territoires non-cédés, traditionnels et ancestraux des nations Coast Salish, incluant les peuples Musqueam, Squamish et Tsleil-Waututh. Il s’agit de la seule bibliothèque autochtone d’une bibliothèque universitaire au Canada. Sa collection est organisée à l'aide de la classification Brian Deer.

### Historique

#### La First Nations House of Learning (FNHL): une maison longue et une bibliothèque
Le 25 mai 1993, la Maison d’apprentissage des Premières Nations (First Nations House of Learning), affiliée à l’Université de la Colombie-Britannique (UBC), est fondée et reçoit, sous forme de don, la collection de recherche du Native Indian Teacher Education Program (NITEP). Le nouvel organisme comprend une maison longue (longhouse) et, dans un bâtiment séparé, la bibliothèque X̱wi7x̱wa, dont le nom est un cadeau offert, à l’occasion d’une cérémonie, par le chef de la nation squamish, Simon Baker.
En 2005, la bibliothèque devient partie intégrante du réseau des bibliothèques de l’Université de la Colombie-Britannique.
La bibliothèque X̱wi7x̱wa joue aujourd’hui un rôle majeur dans le développement de l’éducation autochtone en Colombie-Britannique et à travers le monde, en contribuant à l’autochtonisation des savoirs, à la décolonisation et à la réconciliation.

### Mission
Les missions de la bibliothèque X̱wi7x̱wa consistent à rendre visibles les perspectives autochtones.
- Dans leurs dimensions politiques, culturelles et intellectuelles.
- En mettant en évidence les valeurs et les protocoles selon ces perspectives.
- En se fondant sur l’assomption que les cultures dominantes sont biaisées et invisibilisent les récits autochtones et les luttes d’auto-détermination.
- Afin que les ontologies et les épistémologies autochtones puissent informer l’organisation des connaissances sur le plan des classifications et des descriptions[45].

Library and archival systems were not developed for Aboriginal knowledge systems, suppressed knowledge, or traumatic histories. They aren’t designed for questions from the community […] First Nations House of Learning Subject Headings, and Xwi7xwa classification system are designed to address some of the systematic misrepresentations.
Indigenous ways of knowing take many forms and are embodied in tangible form or intangible form, are transmitted from generation to generation, are holistic in nature, and transcend both time and space.

### Collections
Plus de 20,000 documents constituent la collection de la bibliothèque X̱wi7x̱wa. Le fonds comprend, sur des supports traditionnels et numériques, des monographies, des medias audio-visuels, de la littérature grise, des périodiques, des dissertations, des cartes, des affiches, des realias, des collections spéciales et des archives. Le catalogue est intégré à celui de la bibliothèque de l'Université de la Colombie-Britannique.
Les documents proviennent d’universitaires et de chercheurs autochtones ou sont produits par des organismes des Premiers Peuples, des conseils de bande, des écoles, des maisons d’édition, et des écrivains. Sont aussi inclus, des documents fidèles aux perspectives autochtones, des zines, des documents locaux et issus de contextes émergents ou historiques.
En tant que lieu public, la bibliothèque X̱wi7x̱wa, offre des documents souvent uniques et rares, qui contribuent à la continuité, à la revitalisation et à l’innovation des intérêts et des collectivités autochtones.

### Système de classification
La Bibliothèque Xwi7xwa utilise une version modifiée du système de classification Brian Deer (Brian Deer Classification System).
Les documents sont regroupés de façon à respecter une organisation simple, directe et intuitive des représentations autochtones, et sont répartis dans autant de catégories, qui mettent en évidence la diversité et l’ampleur des connaissances autochtones.
Les cotes sont conçues de façon à donner aux usagers le plus de contexte possible, en termes de description et d’organisation. Le système est relationnel et favorise les regroupements logiques. Il se veut facile à mémoriser, à mettre en place et à adapter en continu.
Le thésaurus de la bibliothèque X̱wi7x̱wa, n’utilise pas de terminologie anthropologique, mais les noms de groupes et de nations auxquels s’identifient les Premiers Peuples eux-mêmes. De même, les descriptions non-autochtones de certains documents sont remaniées afin de refléter des perspectives autochtones. Dans tous les cas, l’élaboration des vedettes-matière est développée à partir de sources autochtones qui font autorité.